# Europa Zentrum Baden-Württemberg
Das Europa Zentrum Baden-Württemberg ist eine Einrichtung der europapolitischen Bildung in Deutschland mit Sitz in Stuttgart.

## Struktur
Das Europa Zentrum Baden-Württemberg arbeitet gemeinnützig und überparteilich, hauptsächlich in Baden-Württemberg, wirkt aber auch im Rahmen internationaler Projekte, vor allem im deutsch-französischen Zusammenhang, aber zum Beispiel auch im Rahmen der EU-Donauraumstrategie europaweit beziehungsweise international. Es ist anerkannter Bildungsträger der deutschen Bundeszentrale für politische Bildung.  Rechtsträger ist der gemeinnützige Förderverein Europa Zentrum Baden-Württemberg e. V., der auch das Europe Direct Stuttgart betreibt.
Die operative Arbeit wird von einem professionellen hauptamtlichen Team, unterstützt durch Honorarkräfte und Praktikanten, geleistet. Vereinsgremien sind: Vorstand, Mitgliederversammlung und Beirat. Letzterem steht seit mehreren Jahren traditionell – unabhängig von der politischen Partei – immer der aktuelle Europaminister des Landes Baden-Württemberg als Beiratsvorsitzender vor.

## Geschichte
1976 in Tübingen als Europa Zentrum Tübingen gegründet, zog das Europa Zentrum Tübingen zum Jahreswechsel 1998/1999 nach Stuttgart um, wo es sich in Europa Zentrum Baden-Württemberg umbenannte. Sitz war zunächst in der Nadlerstraße 4. Seit Frühjahr 2017 befinden sich Sitz und Geschäftsstellen von Europa Zentrum Baden-Württemberg und Europe Direct Stuttgart im „Europahaus“ in der Kronprinzstraße 13 in Stuttgart-Mitte.

## Mitgliedschaften
Das Europa Zentrum Baden-Württemberg gehört den Dachverbänden Gesellschaft der Europäischen Akademien, Arbeitskreis Europäische Integration, Europäische Bewegung Baden-Württemberg und Europäische Bewegung Deutschland an.

### Finanzierung
Als gemeinnütziger Verein darf das Europa Zentrum Baden-Württemberg keinen Gewinn erwirtschaften. Teilnehmerbeiträge für Veranstaltungen sowie Mitgliedsbeiträge und Spenden decken einen Teil der Kosten. Der andere finanziert sich durch öffentliche Zuschüsse und Projektmittel (unter anderem durch Land Baden-Württemberg, Stadt Stuttgart, EU, Bundeszentrale für politische Bildung).

## Programm
Das Europa Zentrum Baden-Württemberg bietet Formate der europapolitischen Jugend- und Erwachsenenbildung an (Seminare, Workshops, Vorträge, Studienfahrten – insbesondere nach Brüssel, Straßburg und Luxemburg). Es ist auch baden-württembergische Koordinationsstelle für den Europäischen Wettbewerb und veröffentlicht Publikationen zu Themen der europäischen Integration, zum Beispiel in seiner Reihe Europapolitische Schriften des Europa Zentrums Baden-Württemberg. Ferner entwickelt es eigene Methoden der europapolitischen Bildung. Weite Verbreitung und Aufmerksamkeit fand das 2017 veröffentlichte Brettspiel „Legislativity – Das Spiel zur EU-Gesetzgebung“. Leitspruch des Europa Zentrums ist: Bildung über/für Europa.